# Pouteria beauvisagea
Pouteria beauvisagea är en tvåhjärtbladig växtart som beskrevs av Ined. Pouteria beauvisagea ingår i släktet Pouteria och familjen Sapotaceae.
Artens utbredningsområde är Papua Nya Guinea. Inga underarter finns listade i Catalogue of Life.